# District de Rajgarh
Le district de Rajgarh (hindi : राजगढ़ जिला) est un district de l'état du Madhya Pradesh, en Inde,

## Géographie
Au recensement de 2011, sa population compte 1 545 814 habitants.
Son chef-lieu est la ville de Rajgarh. 